# Sistema de posicionamento acústico LBL
Um sistema de posicionamento acústico de longa base (LBL) representa uma das três principais categorias de sistemas de posicionamento acústico subaquático utilizados para rastrear veículos e mergulhadores. As outras duas categorias são os sistemas de ultra curta base (USBL) e os sistemas de curta base (SBL). Os sistemas LBL se destacam por empregarem redes de transpondedores instalados no fundo do mar, que servem como pontos de referência para a navegação. Esses transpondedores são tipicamente distribuídos ao redor do perímetro da área de trabalho. A técnica LBL proporciona uma precisão de posicionamento excepcionalmente alta, além de uma estabilidade que não depende da profundidade da água, com uma precisão geralmente superior a 1 metro, podendo alcançar itens na faixa de centímetros. Devido a essas características, os sistemas LBL são frequentemente utilizados em trabalhos de levantamento subaquático de precisão, onde a exatidão ou a estabilidade proporcionadas pelos sistemas de posicionamento baseados em navios (SBL e USBL) não são adequadas.

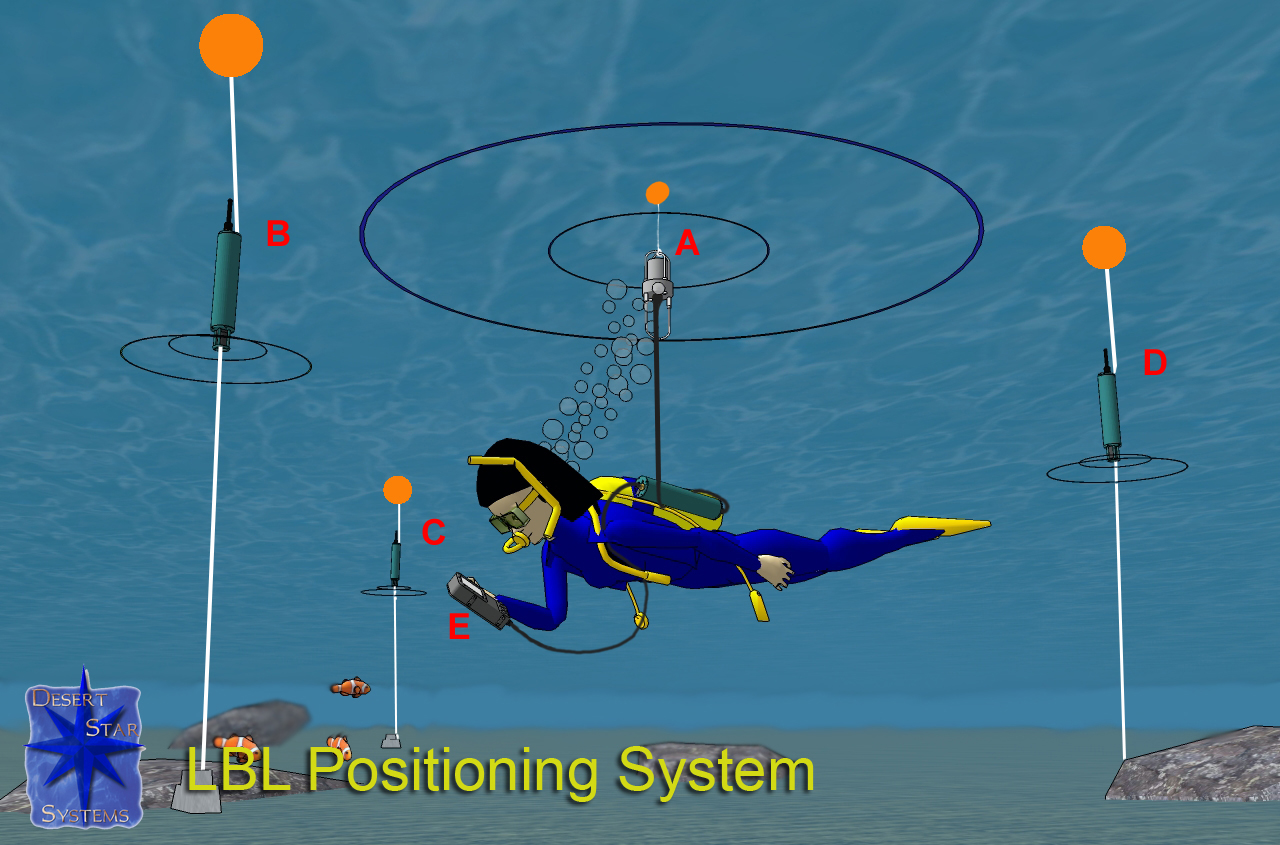
Figura 1: Método de operação de um sistema de posicionamento acústico de linha de base longa (LBL)

## Operação e desempenho

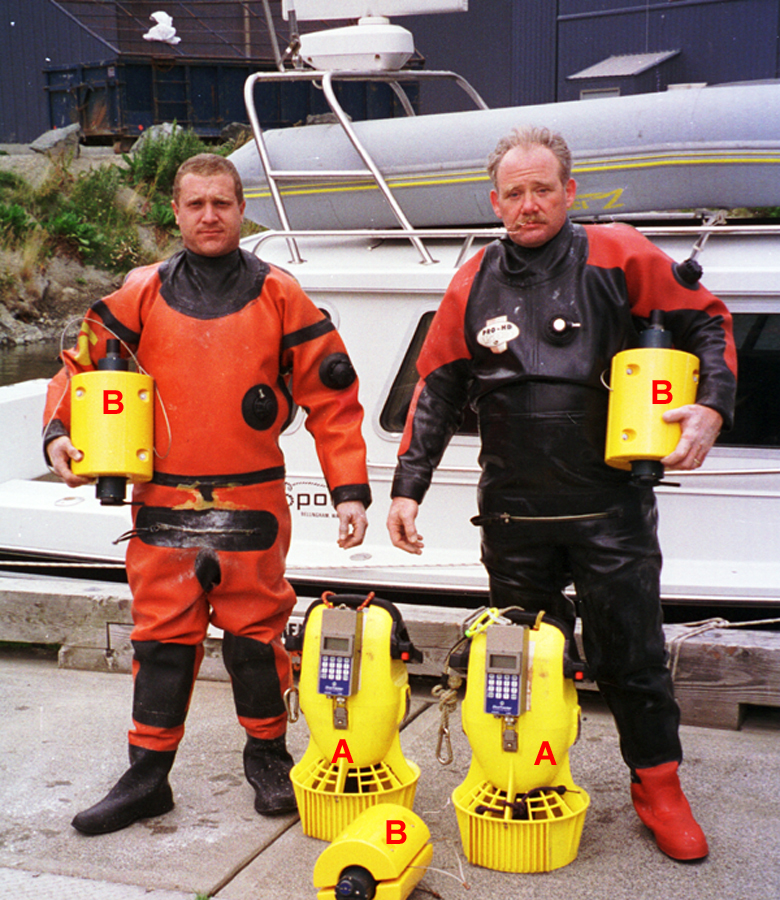
Figura 2: Uma equipe de mergulho da Envirotech Diving utilizando seu avançado sistema de posicionamento acústico subaquático AquaMap LBL. O sistema consiste em três transponders de linha de base (B) e estações de mergulhador (A) acopladas a scooters. As estações de linha de base são inicialmente instaladas nos cantos do local de trabalho. A posição relativa dessas estações é posteriormente determinada com precisão, aproveitando a funcionalidade de autopesquisa acústica automática do sistema AquaMap. Para garantir operações georreferenciadas, as posições das estações de linha de base são obtidas por meio de GPS diferencial ou equipamentos de posicionamento a laser, como a estação total. Durante a atividade de mergulho, a estação do mergulhador consulta as estações de linha de base para medir as distâncias, que são transformadas em coordenadas de localização precisas.

Os sistemas de linha de base longa determinam a posição de um veículo ou mergulhador por meio da medição acústica da distância entre um interrogador e três ou mais transponders fixados ao fundo do mar. Essas medições de distância, frequentemente complementadas por dados de profundidade obtidos de sensores de pressão dos dispositivos, são utilizadas para triangulação da posição do veículo ou mergulhador. Na figura 1, um interrogador montado na vestimenta do mergulhador (A) emite um sinal que é captado pelos transponders de linha de base (B, C, D). Os transponders respondem, e essas respostas são então registradas pelo equipamento do mergulhador (A). As medições do tempo de execução do sinal permitem calcular as distâncias AB, AC e AD, que são utilizadas para determinar a posição do mergulhador através de triangulação ou algoritmos de busca de posição. As posições determinadas são relativas à localização dos transdutores de linha de base, mas podem ser facilmente convertidas para um sistema de coordenadas georreferenciadas, como latitude/longitude ou UTM, desde que as localizações geográficas das estações de linha de base sejam previamente definidas.
Os sistemas de linha de base longa (LBL) recebem essa denominação devido à grande distância entre os transponders de linha de base, que se assemelha à distância entre o mergulhador ou veículo operante e os transponders. Esses transponders são geralmente posicionados nos cantos de uma área de trabalho subaquática, onde o veículo ou mergulhador realiza suas atividades. Esse arranjo proporciona uma geometria ideal para o posicionamento, de modo que eventuais erros nas medições de alcance acústico resultem em erros de posição proporcionalmente menores.
Em contraste, nos sistemas de linha de base curta (SBL) e ultrassom de linha de base (USBL), onde as linhas de base são mais curtas, pequenas perturbações podem causar erros de posição significativamente maiores. Ademais, a instalação dos transponders no fundo do mar elimina a necessidade de conversão entre quadros de referência, um requisito comum em sistemas de posicionamento USBL ou SBL montados em embarcações em movimento.
Por fim, essa resolução no fundo do mar garante que a precisão do posicionamento não dependa da profundidade da água. Por essas razões, os sistemas LBL são frequentemente utilizados em tarefas que demandam um padrão elevado de precisão e confiabilidade no posicionamento, superando as capacidades dos sistemas USBL e SBL.

## História
A busca e inspeção do submarino nuclear perdido USS Thresher pelo navio oceanográfico da Marinha dos EUA, USNS Mizar, em 1963, é amplamente reconhecida como o marco inicial dos modernos sistemas de navegação acústica subaquática. O Mizar utilizou principalmente um sistema de linha de base curta (SBL) para rastrear o batiscafo Trieste 1. Além disso, o navio contou com transponders instalados no fundo do mar, que, em conjunto com os primeiros satélites de navegação, permitiram manter a estação com uma precisão de aproximadamente 300 pés, um feito considerado notável para a época.

## Exemplos

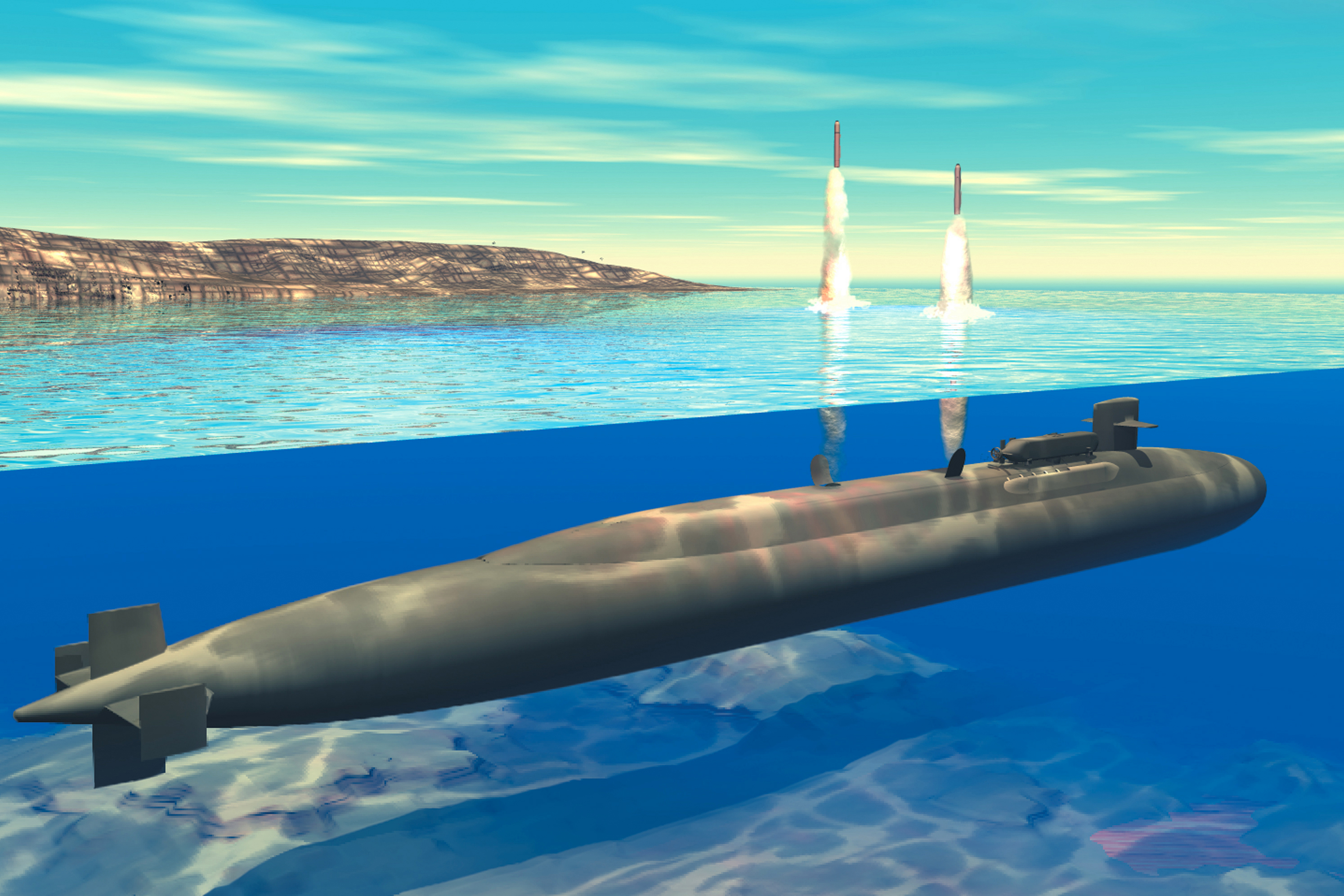
Figura 3: A determinação exata da localização dos submarinos nucleares antes do lançamento de mísseis foi uma das primeiras aplicações dos sistemas de posicionamento acústico de linha de base longa. Redes clandestinas de transponders instaladas no fundo do mar foram projetadas para resistir a condições adversas e garantir uma navegação precisa mesmo na eventualidade de desativação dos satélites GPS.

Na década de 1960 e possivelmente antes, os soviéticos começaram a desenvolver sistemas de navegação subaquática, incluindo transponders localizados no fundo do mar, com o objetivo de permitir que submarinos nucleares operassem com precisão enquanto permaneciam submersos. Além de facilitar a navegação em desfiladeiros e outros terrenos subaquáticos desafiadores, era crucial estabelecer a posição exata do submarino antes do lançamento de um míssil balístico intercontinental (ICBM). Em 1981, o conceito de posicionamento acústico foi introduzido como parte do sistema de mísseis MX das forças armadas dos Estados Unidos, contemplando uma rede de 150 campos de transponders secretos. Embora os submarinos sejam, em geral, guiados por sistemas de navegação inercial, esses sistemas, que dependem do cálculo morto, podem apresentar desvios de posição. Para corrigir esses desvios, é necessário calcular ocasionalmente a posição com apoio de um sistema global de navegação por satélite (GNSS). No cenário em que os satélites GNSS fossem derrubados pelo inimigo, os submarinos poderiam utilizar a rede secreta de transponders para determinar sua localização e, assim, ajustar seu sistema de navegação inercial para o lançamento de mísseis.